# Championnat de Chypre masculin de basket-ball
Le Championnat de Chypre de basket-ball, également nommé Division 1 est une compétition de basket-ball qui représente à Chypre le sommet de la hiérarchie du basket-ball. Le championnat de Chypre de basket-ball existe depuis 1967.

## Principe
Le championnat de Chypre regroupe les neuf meilleures équipes chypriotes. Chaque équipe s'affronte en matchs aller-retour, les huit premières équipes étant qualifiées pour les play-offs. La dernière équipe du championnat est reléguée en deuxième division.

## Palmarès
- 1966/1967 : Digenis Morphou
- 1967/1968 : Digenis Morphou
- 1968/1969 : ENAD
- 1969/1970 : PAEEK Kerynias
- 1970/1971 : PAEEK Kerynias
- 1971/1972 : PAEEK Kerynias
- 1972/1973 : Pezoporikos Larnaca
- 1973/1974 : AEL Limassol
- 1974/1975 : Achilleas Kaimakli
- 1975/1976 : APOEL Nicosie
- 1976/1977 : Achilleas Kaimakli
- 1977/1978 : AEL Limassol
- 1978/1979 : APOEL Nicosie
- 1979/1980 : AEL Limassol
- 1980/1981 : APOEL Nicosie
- 1981/1982 : AEL Limassol
- 1982/1983 : AEL Limassol
- 1983/1984 : Achilleas Kaimakli
- 1984/1985 : AEL Limassol
- 1985/1986 : Achilleas Kaimakli
- 1986/1987 : AEL Limassol
- 1987/1988 : AEL Limassol
- 1988/1989 : Keravnós Strovólou
- 1989/1990 : ENAD
- 1990/1991 : Pezoporikos Larnaca
- 1991/1992 : Pezoporikos Larnaca
- 1992/1993 : Achilleas Kaimakli
- 1993/1994 : Pezoporikos Larnaca
- 1994/1995 : APOEL Nicosie
- 1995/1996 : APOEL Nicosie
- 1996/1997 : Keravnós Strovólou
- 1997/1998 : APOEL Nicosie
- 1998/1999 : APOEL Nicosie
- 1999/2000 : Keravnós Strovólou
- 2000/2001 : Keravnós Strovólou
- 2001/2002 : APOEL Nicosie
- 2002/2003 : AEL Limassol
- 2003/2004 : AEL Limassol
- 2004/2005 : AEL Limassol
- 2005/2006 : AEL Limassol
- 2006/2007 : AEL Limassol
- 2007/2008 : Keravnós Strovólou
- 2008/2009 : APOEL Nicosie
- 2009/2010 : APOEL Nicosie
- 2010/2011 : ETHA Éngomis
- 2011/2012 : ETHA Éngomis
- 2012/2013 : AEK Larnaca
- 2013/2014 : APOEL Nicosie
- 2014/2015 : AEK Larnaca
- 2015/2016 : AEK Larnaca
- 2016/2017 : Keravnós Strovólou
- 2017/2018 : AEK Larnaca
- 2018/2019 : Keravnós Strovólou
- 2019/2020 : Non attribué pour cause de Pandémie de Covid-19
- 2020/2021 : AEK Larnaca
- 2021/2022 : Keravnós Strovólou
- 2022/2023 : AEK Larnaca
- 2023/2024 : Keravnós Strovólou
- 2024/2025 : AEK Larnaca

## Bilan par club
| Club                | Titres | Ville          | Année                                                                        |
| ------------------- | ------ | -------------- | ---------------------------------------------------------------------------- |
| AEL Limassol        | 13     | Limassol       | 1974, 1978, 1980, 1982, 1983, 1985, 1987, 1988, 2003, 2004, 2005, 2006, 2007 |
| APOEL Nicosie       | 11     | Nicosie        | 1976, 1979, 1981, 1995, 1996, 1998, 1999, 2002, 2009, 2010, 2014             |
| Keravnós Strovólou  | 9      | Strovolos      | 1989, 1997, 2000, 2001, 2008, 2017, 2019, 2022, 2024                         |
| AEK Larnaca         | 7      | Larnaca        | 2013, 2015, 2016, 2018, 2021, 2023, 2025                                     |
| Achilleas Kaimakli  | 5      | Kaimakli       | 1975, 1977, 1984, 1986, 1993                                                 |
| Pezoporikos Larnaca | 4      | Larnaca        | 1973, 1991, 1992, 1994                                                       |
| PAEEK Kerynias      | 3      | Lakatamia      | 1970, 1971, 1972                                                             |
| ENAD                | 2      | Áyios Dométios | 1969, 1990                                                                   |
| Digenis Morphou     | 2      | Nicosie        | 1967, 1968                                                                   |
| ETHA Éngomis        | 2      | Nicosie        | 2011, 2012                                                                   |